# Nikołaj Szczuczkin
Nikołaj Iwanowicz Szczuczkin (ros. Николай Иванович Щучкин, ur. 1895 w Petersburgu, zm. 10 października 1938 w Symferopolu) – radziecki działacz partyjny i państwowy.

## Życiorys
W 1917 został instruktorem-organizatorem Ludowego Komisariatu Ubezpieczeń Społecznych RFSRR, 1919-1920 służył w oddziałach aprowizacyjnych, od 1919 należał do RKP(b), w 1920 został funkcjonariuszem partyjnym. Przewodniczył kolejno dwóm gminnym komitetom RKP(b) w guberni samarskiej, później w latach 1921-1923 był zastępcą przewodniczącego Głównego Zarządu Oświaty Politycznej przy Radzie Komisarzy Ludowych Turkiestańskiej ASRR, 1923-1926 był sekretarzem odpowiedzialnym Komitetu Powiatowego RKP(b)/WKP(b) kolejno w Skopinie i Riazaniu. W latach 1927–1928 był funkcjonariuszem partyjnym w guberni kurskiej i Biełgorodzie, 1928-1930 sekretarzem odpowiedzialnym rejonowego komitetu WKP(b) w Symferopolu, 1930-1932 I sekretarzem rejonowego komitetu WKP(b) w Riażsku, a od 1932 do kwietnia 1937 I sekretarzem rejonowego komitetu WKP(b) w Riazaniu. Od kwietnia do lipca 1937 był III sekretarzem Moskiewskiego Komitetu Obwodowego WKP(b), od 14 lipca 1937 do lipca 1938 p.o. I sekretarza, a później I sekretarzem Krymskiego Komitetu Obwodowego WKP(b).